# كلاوس شميت (أستاذ جامعي)
كلاوس شميت (بالألمانية: Klaus Schmidt)‏ هو رياضياتي نمساوي، ولد في 25 سبتمبر 1943 في فيينا في النمسا.